# Кунаварра
37°17′24″ пд. ш. 140°50′17″ сх. д. / 37.29° пд. ш. 140.838° сх. д.
Виноробний регіон Кунаварра — це виноробний регіон, центром якого є місто Кунаварра в зоні Вапнякового узбережжя Південної Австралії. Він відомий своїми винами сорту Каберне Совіньйон, виробленими на землі «terra rossa». Кажуть, що назва походить з бінджалі, мови аборигенів, що означає «дика жимолость». Це приблизно 380 кілометрів (240 миль) на південний схід від Аделаїди, недалеко від кордону з Вікторією.

## Інтернет-ресурси
- Coonawarra Vignerons Association webpage